# シルケ・ファンアーフェルマート
シルケ・ファンアーフェルマート（Silke Van Avermaet、女性、1999年6月2日 - ）は、ベルギーのバレーボール選手。ポジションはミドルブロッカー。ベルギー代表。

## 来歴
- クラブチーム

デンデルモンデ出身。2014年、Topsportschool Vilvoordeに入団。2015/16シーズンからはAsterix AVO Beverenへ移籍し、在籍した6年間ではベルギー国内リーグで6連覇、ベルギーカップで4回のタイトルを獲得した。また、2017/18、2018/19シーズンのリーグでベストミドルブロッカー賞、2020/21シーズンのリーグではMVPとベストミドルブロッカーを受賞した。2021年5月、フランスリーグのVolley Mulhouse Alsaceへの移籍が発表され、2021/22、2022/23シーズンのフランスLigaAでは2年連続で準優勝、欧州チャンピオンズリーグに出場した。2023/24シーズンには主将を務めた。2024年5月、イタリアセリエA1のUYBA Volley Busto Arsizioへ移籍することが発表された。
- 代表チーム

アンダーカテゴリーの代表として2015年、ペルーで開催されたU-19世界選手権に出場した。2016年のU-19欧州選手権で4位となった。2018年、シニア代表に初選出され、同年のネーションズリーグでデビュー。2019年のネーションズリーグでは7位となった。2021年、欧州選手権に出場した。2022年、オランダで開催された世界選手権に出場し9位となった。2023年、パリ五輪予選に出場した。

## 球歴
- 世界選手権 - 2022年
- ネーションズリーグ - 2018年、2019年、2021年、2022年
- オリンピック予選 - 2023年
- 欧州選手権 - 2019年、2021年、2023年

## 受賞歴
- 2018年　2017/18ベルギー Liga A  ベストミドルブロッカー賞
- 2019年　2018/19ベルギー Liga A  ベストミドルブロッカー賞
- 2021年　ベルギーカップ　MVP
- 2021年　2020/21ベルギー Liga A  MVP、ベストミドルブロッカー賞
- 2023年　フランスカップ　ベストミドルブロッカー賞

## 所属クラブ
- Topsportschool Vilvoorde（2014-2015年）
- Asterix AVO Beveren（2015-2021年）
- Volley Mulhouse Alsace（2021-2024年）
- UYBA Volley Busto Arsizio（2024-）